# Arrast-Larrebieu
Arrast-Larrebieu (tiếng Basque: Ürrustoi-Larrebille) là một xã thuộc tỉnh Pyrénées-Atlantiques trong vùng Aquitaine ở tây nam nước Pháp. Xã này nằm ở khu vực có độ cao trung bình 173 mét trên mực nước biển.
Xã nằm trong tỉnh cũ Soule.